# Cressida (hold)
A Kresszida (angolul Cressida, korábbi nevén S/1986 U 3) az Uránusz negyedik holdja. Távolsága az Uránusz középpontjától kb. 61 760 km, átmérője pedig 80 km. A legtöbb Uránusz-holdhoz hasonlóan a Voyager–2 szonda fedezte fel 1986-ban. Nevét William Shakespeare Troilus és Cressida című művének hősnőjéről kapta. 
Egyike azon kevés Uránusz-holdaknak, amelyeknek tömegét pontosan ismerjük. (A Cressida tömege 0,34·1018)
A hold a következő 100 millió évben ütközhet a Desdemonával, az Uránusz egy másik holdjával, pályájuk hasonlósága miatt.

## Külső hivatkozások
- A Cressida a NASA oldalán
- Az Uránusz holdjai, Scott S. Sheppard